# Рід Ходзьо

Родоба емблема мон роду Ходзьо — "три луски".

Рід Ходзьо (яп. 北条氏, ходзьо-сі) — самурайський рід у середньовічній Японії. Належить до роду Тайра нащадків імператора Камму. Походить з місцевої знаті провінції Ідзу (суч. префектура Сідзуока). 
Рід Ходзьо був одним із сподвижників Камакурського сьоґунату, у якому монополізував посаду сьоґунсьокого регента (執権, сіккен). Після смерті третього сьоґуна, останнього сьоґуна, з роду Мінамото, Ходзьо фактично узурпували владу у самурайському уряді. 
У 1274 і 1281 роках рід Ходзьо очолив боротьбу японців проти монгольських агресорів. Однак незважаючи на перемогу у війні, не зміг завоювати авторитет серед самураїв через невдалу фінансову і земельну політику. 
У 1333 році був знищений у результаті виступу імператорських військ та сил невдоволених васалів проти сьоґунату. Спроба відновити владу Ходзьо Токіюкі у 1335 році зазнала поразки.
Уцілілі представники роду змінили родове ім'я на Йокоі. Вони оселилися на острові Кюсю у провінція Хіґо (суч. префектура Кумамото). Рід Йокоі проіснував до 18 століття.

## Сіккени
| №  | Ім'я українською | Ім'я японською | Роки життя | Обіймання посади |
| -- | ---------------- | -------------- | ---------- | ---------------- |
| 1  | Ходзьо Токімаса  | 北条時政       | 1138—1215  | 1203—1205        |
| 2  | Ходзьо Йосітокі  | 北条義時       | 1163—1224  | 1205—1224        |
| 3  | Ходзьо Ясутокі   | 北条泰時       | 1183—1242  | 1224—1242        |
| 4  | Ходзьо Цунетокі  | 北条経時       | 1224—1246  | 1242—1246        |
| 5  | Ходзьо Токійорі  | 北条時頼       | 1227—1263  | 1246—1256        |
| 6  | Ходзьо Наґатокі  | 北条長時       | 1229—1264  | 1256—1264        |
| 7  | Ходзьо Масамура  | 北条政村       | 1205—1273  | 1264—1268        |
| 8  | Ходзьо Токімуне  | 北条時宗       | 1251—1284  | 1268—1284        |
| 9  | Ходзьо Садатокі  | 北条貞時       | 1271—1311  | 1284—1301        |
| 10 | Ходзьо Моротокі  | 北条師時       | 1275—1311  | 1301—1311        |
| 11 | Ходзьо Муненобу  | 北条宗宣       | 1259—1312  | 1311—1312        |
| 12 | Ходзьо Хіротокі  | 北条煕時       | 1279—1315  | 1312—1315        |
| 13 | Ходзьо Мототокі  | 北条基時       | 1286—1333  | 1315—1316        |
| 14 | Ходзьо Такатокі  | 北条高時       | 1303—1333  | 1316—1326        |
| 15 | Ходзьо Садаакі   | 北条貞顕       | 1278—1333  | 1326             |
| 16 | Ходзьо Морітокі  | 北条守時       | 1295～1333 | 1327—1333        |